# إدموند غيليغان
إدموند غيليغان (بالإنجليزية: Edmund Gilligan)‏ هو كاتب أمريكي، ولد في 1898، وتوفي في 1973.